# Thomisus yemensis
Thomisus yemensis là một loài nhện trong họ Thomisidae.
Loài này thuộc chi Thomisus. Thomisus yemensis được miêu tả năm 2007 bởi Dippenaar-Schoeman & Antonius van Harten.